# Федотов Дмитро Іванович
Дмитро Іванович Федотов (?, місто Миколаїв — ?) — український радянський діяч, новатор виробництва, слюсар, бригадир слюсарів Чорноморського суднобудівного заводу міста Миколаєва Миколаївської області. Член ЦК КПУ в січні 1956 — вересні 1961 року.

## Біографія
Народився в родині робітника Миколаївського суднобудівного заводу «Наваль» Івана Яковича Федотова.
Трудову діяльність розпочав слюсарем Миколаївського суднобудівного заводу імені Андре Марті.
Член ВКП(б) з 1943 року.
У 1940-х — 1960-х роках — слюсар, бригадир слюсарів Миколаївського Чорноморського суднобудівного заводу імені Андре Марті (потім — імені Носенка) Миколаївської області.

## Нагороди
- ордени
- медалі